# San José de Gracia
San José de Gracia è un comune sito a Nord-Ovest dello stato messicano di Aguascalientes. Le sue coordinate sono 22°09'N 102°25'W.
Il comune conta 7 631 abitanti secondo il censimento del 2005 e si estende per un'area di 856,94 km²

## Località Principali
La città di San José de Gracia è a capo dell'omonimo comune e le sue principali località sono:
- Paredes con 1 123 abitanti
- San Antonio de los Ríos con 887 abitanti
- La Congoja con 341 abitanti
- Rancho Viejo con 237 abitanti

## Distanze
- Aguascalientes 45 km.
- Asientos 48 km.
- Calvillo 97 km.
- Jesús María 39 km.
- Rincón de Romos 25 km.

## Fonti
- Link to tables of population data from Census of 2005] INEGI: Instituto Nacional de Estadística, Geografía e Informática
- Aguascalientes Enciclopedia de los Municipios de México